# Liste der Naturdenkmale in Ulmen (Eifel)
Die Liste der Naturdenkmale in Ulmen nennt die im Gemeindegebiet von Ulmen ausgewiesenen Naturdenkmale (Stand 25. März 2024).

## Ehemalige Naturdenkmale
| Nr.         | Bezeichnung | Lage                                    | Beschreibung                               | Bild                                    |
| ----------- | ----------- | --------------------------------------- | ------------------------------------------ | --------------------------------------- |
| ND-7135-412 | Lukaseiche  | Kelberger Straße, gegenüber Nr. 36 Lage | Quercus robur; Rechtsverordnung aufgehoben | Direkt Bild zu diesem Denkmal hochladen |